# Луговое (Ульяновская область)
Лугово́е (в прошлом Грязнуха) — село в городском округе город Ульяновск Ульяновской области.

## История
Село Грязнуха, отстоящая от г. Симбирска в 15 верстах выше по течению р. Свияги, основана в 1672 году солдатами выборного полка Аггея Шепелева, отличившагося при разгроме Стеньки Разина под Симбирском и при уничтожении его полчищ, разсеявшихся по Симбирской черте, после бегства их атамана. В выписи с отводных книг 3 января 180 (1672) года значится, что по указу Великаго Государя Алексея Михайловича и по наказной памяти боярина и воеводы симбирскаго Петра Васильевича Шереметева, симбирским подъячим Емельяновым, отведено было под Симбирском, за валом, на Крымской стороне, за дачею симбирских подъячих и синбиренина Борзова, выборнаго Аггея Шепелева полка солдатам Ивану Забелину с товарищи, всего 34 человекам, в поместье, по их солдатским окладам, одиннадцати человекам по 30 четвертей, а остальным двадцати трем человекам — по 20 четвертей в поле а в дву потомуж. а всего отведено 790 четвертей (1185 десятин) "которой земле и межа учинена вверх по реке Свияге, да по Грязнушке реке и по обе стороны оной) с описанием озёр и граней. Поселившись на пожалованной поместной земле, перводатчики села Грязнухи и их наследники пользовались дарованною им землею очень безцеремонно, по примеру всех симбирских помещиков 17 века, постепенно припахивая к своей даче соседния земли, благо они ни кому из частных лиц отданы не были, а составляли «государеву порозжую землю», лежавшую «впусте», без всякаго надзора. Благодаря такому привольному хозяйничанью, через сто лет, ко времени генеральнаго межевания, у Грязнушинкрестьянских пахотных солдат оказалось земли не 1185 десятин, а уже 7377 десятин 1141 сажен, то есть излишне захваченной ими земли 5944 десятины 1753 сажени одной только удобной, не считая неудобной. 
В 1780 году, при создании Симбирского наместничества, село Троицкое Грязнуха тож, пахотных солдат, помещичьих крестьян, вошло в состав Симбирского уезда.
При генеральном же межевании, бывшем здесь в 1798 году, состоялось уравнение земли и всех угодий на число ревизских душ, полагая 15-ти десятинную пропорцию. В с. Грязнухе в то время числилось пахотных солдат 170 ревизских душ, да ещё после ревизии, но до межевания, казенная палата перевела сюда, из других казенных селений, 79, так что всего составилось 249 «коронных поселян» (92 двора) которым и было отмежевано 3735 десятин, остальная же «примерная» земля зачислена в казенныя земли и потому же одна половина была отведена статскому советнику Порошину, в счет Высочайше пожалованной ему в Симбирской губернии земли, а другая — продана, по частям и разновременно соседним помещикам).
В 1803 году помещик Степан Посевьев переселил своих крестьян из села Грязнухи на вновь отведённой ему при генеральном межевании участок, выше по реке Свияга при ключе Добром основал новое селение, получившее название Добрый Ключ (ныне Кувшиновка).
В 1859 году село Грязнуха, по правую сторону почтового тракт из г. Симбирска в г. Саратов, входило во 2-й стан Симбирского уезда Симбирской губернии, имелась церковь.
При освобождении крестьян, в с. Грязнухе было 115 дворов и крестьянское общество получило, на 437 ревизских душ, надел в 3066 лес. 2073 саж. земли (39 дес. 600 саж. усадебной, 2599 дес. 1423 саж. пашни, 36 дес. 600 саж. выгону, 129 дес. 1200 саж. лугов на р. Свияге, 35 дес. 1100 саж. лесной поросли и 226 дес. 1950 саж. неудобной). В настоящее время общество (220 дворов) ещё арендует землю у удельнаго ведомства — 200 десятин, да отдельные домохозяева имеют своей собственной земли до 100 десятин. Земля делится, с 1890 года, по наличным ам, на 668 участков и на одну у приходится почти по одной десятине в каждом из трех полей. 17 домохозяев (всего 51 ревизская душа) выкупили свои евые наделы и общество отвело им общий отдельный участок, по шести десятин на участок, за семь верст от села, к селу Ивновке, да кроме пашни отрезало им 21 десятину лугов, но они на этот участок не перешли, а остались жить в своем селе. Население с. Грязнухи (655 муж. и 686 жен.) занимается, кроме хлебопашества, садоводством (в селе постепенно разводятся сады и теперь их свыше го, хотя ещё молодые), пчеловодствами, 8 домохозяев имеют довольно значительные картофельно-терочные заведения.
Каменная церковь в с. Грязнухе существует с 1788 года (?); раньше была деревянная, но когда та построена и почему уничтожена — неизвестно. Настоящая церковь трехпрестольная, во имя Живоначальной Троицы, с приделами во имя архангела Михаила и св. Николая Чудотворца. К здешнему приходу причислены соседния селения: Белый Ключ, Грязнушка (ныне Анненково) и Кувшиновка, но из последней ходят в церковь только 5 или 6 человек, так как в Кувшиновке население почти сплошь староверы.
Школа в с. Грязнухе открыта с 1865 года, но новое здание для неё построено лишь в 1895 году.
Помещики при с. Грязнухе только местные крестьяне: 1) братья Аким и Максим Филипповы Строкины имеют на речке Грязнушке крахмальный завод с мукомольной мельницей, и при них 14 десятин луговой земли, купленной ими у Прасковьи Ивановны Языковой в 1880 году, и 2) у Анисьи Никитиной Терехиной — мельница на той же речке Грязнухе, с 17 десятинами земли.
12 сентября 1918 года на территории села прошли ожесточённые бои Гражданской войны.
В 1964 г. Указом Президиума ВС РСФСР село Грязнуха переименовано в Луговое.
С 2004 года в подчинение Железнодорожного района города Ульяновска.

## Население
| 1913 | 1996  | 2010  |
| ---- | ----- | ----- |
| 1777 | ↘1202 | ↗1472 |

В 1780 году — 229 ревизских душ.
В 1859 году в селе в 97 дворах жило: 464 муж. и 553 жен.;
В 1900 году в селе, в 217 дворах, жило: 647 м. и 703 ж.;
Национальный состав
Подавляющее население — русские, также чуваши и татары.
- В селе родился Герой Советского Союза Михаил Хватков, ему установлен памятник[9].

## Инфраструктура
В 1970-е годы в селе построили клуб, магазины, открыли детский сад, медпункт, заасфальтировали центральные улицы.

## Образование
В 1865 году на средства местных крестьян в одной из местных изб расположилось народное училище. В 1872 году его посетил Илья Ульянов. По его ходатайству в 1895 году началось строительство нового здания. В 1913 году введено в эксплуатацию училище из красного кирпича, в котором сейчас располагается единственная в селе общеобразовательная средняя школа. Церк.- приход. попечительство существует с 1885 г. В селе земская начальная школа, школа иконописи и школа грамоты для девочек, последняя открыта в 1897 г., помещается в доме заведующего школою. 

## Троицкая церковь

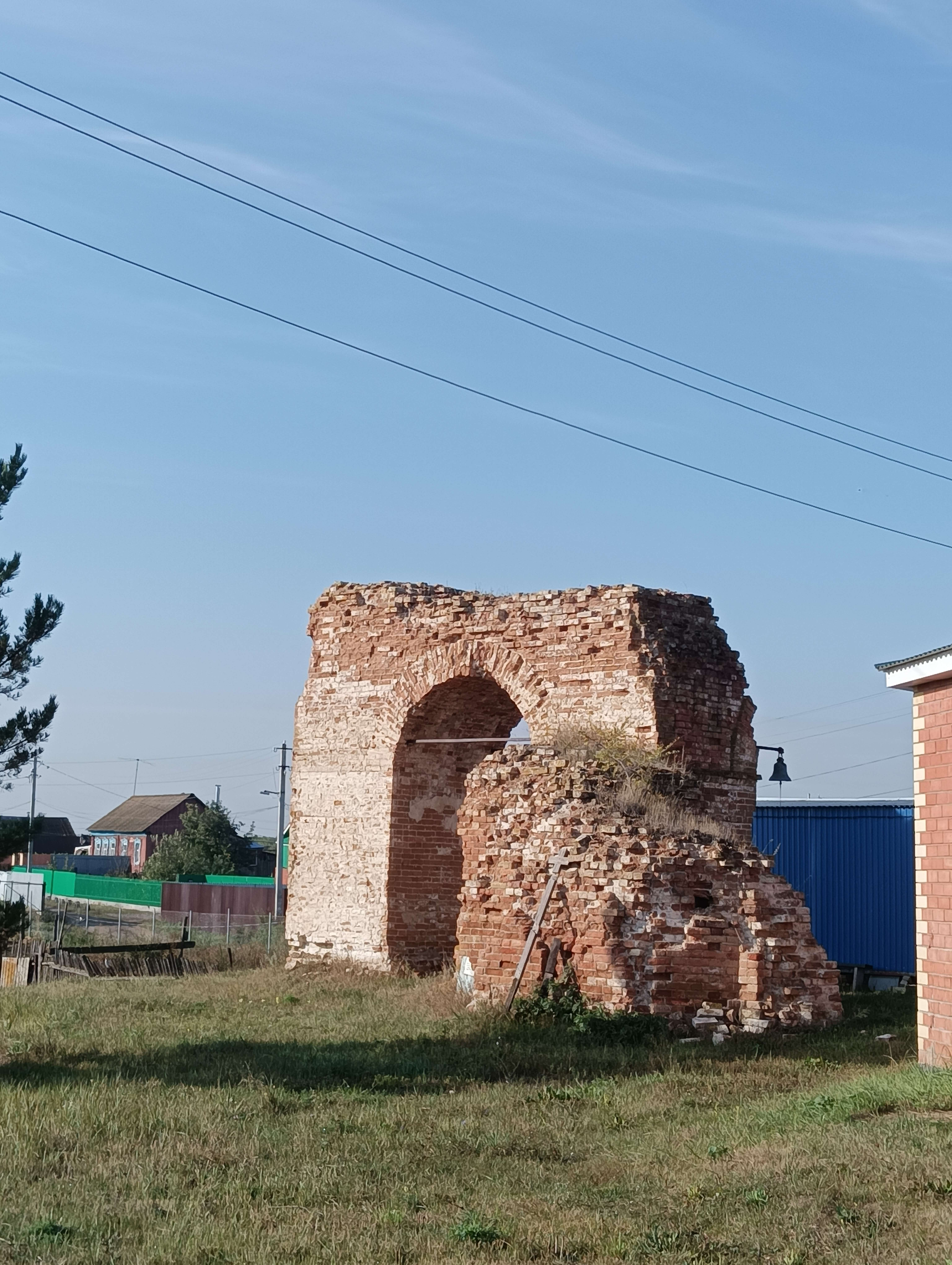
Руины Троицкой церкви.

Первоначально казаками в селе была построена деревянная церковь (не сохранилась).
Каменная Троицкая церковь была построена в (1788-?) 1792 году. Престолов в нём три: главный (холодный) во имя Живоначальной Троицы и в трапезе (теплый), северный, во имя Архистратига Божия Михаила, а южный – во имя Святителя и Чудотворца Николая. 
В 1889 году ещё были пристроены трапезная и колокольня.
Примечателен тот факт, что при Троицкой церкви существовала школа иконописи. Храм и трапезная разрушены до основания в начале прошлого века. В настоящее время частично сохранился первый ярус колокольни и участки западной стены трапезной, примыкающей к колокольне. Данный объект включён в список выявленных объектов культурного наследия Распоряжением Главы администрации Ульяновской области 29.07.1999 г. № 959-р. Собственника и пользователя у данного объекта нет.

## Транспорт
По северо-восточной границе проходит объездная дорога Ульяновска, часть федеральной трассы А151.
Через посёлок ходят маршрутные такси 88, 87. В Луговом находится конечная остановка маршрутного такси 88.